# アイド・ラザー・ゴー・ブラインド
「アイド・ラザー・ゴー・ブラインド」（I'd Rather Go Blind）は、エタ・ジェイムズが1967年に発表した楽曲。
シングルB面曲であったものの、数多くのミュージシャンにカバーされている。

## 概要
エタ・ジェイムズは、刑務所に収容されていた友人のエリントン・ジョーダンに面会した際、ジョーダンが作った「アイド・ラザー・ゴー・ブラインド」のあらましを聞かされた。後日、ジェイムズはジョーダンと本作品を完成させるが、税金対策上の理由により、ソングライターの名義はジョーダンと当時ジェイムズの恋人だったビリー・フォスター（のちに結婚）の2人がクレジットされた。
1967年8月23日、アラバマ州マッスル・ショールズのフェイム・スタジオで録音された。クラレンス・カーターが書いた同年10月発売のシングル「Tell Mama」のB面に収録された。「Tell Mama」はビルボード・Hot 100の23位、ビルボードのR&Bチャートの10位を記録し順調にヒットした。その後、1968年8月21日発売のアルバム『Tell Mama』に収録された。

## カバー・バージョン
- クラレンス・カーター - 1969年のアルバム『The Dynamic Clarence Carter』に収録。
- チキン・シャック - 1969年4月のシングル[6]。リード・ボーカルはクリスティン・パーフェクト（クリスティン・マクヴィー）。全英シングルチャートの14位を記録した。
- クリスティン・パーフェクト - 1970年のアルバム『Christine Perfect』に収録。チキン・シャックのバージョンと同一のものである。
- スペンサー・ウィギンス - 1970年のシングル「Double Lovin'」のB面。
- ロッド・スチュワート - 1972年のアルバム『ネヴァー・ア・ダル・モーメント』に収録。
- マージー・ジョセフ - 1972年のアルバム『Margie Joseph』に収録。
- ロッド・スチュワート&フェイセズ - 1974年のライブ・アルバム『ロッド・スチュワート&フェイセズ＝ライヴ』に収録。
- ジャネット・ケイ - 1988年のアルバム『So Amazing』に収録。
- ポール・ウェラー - 1995年のシングル「The Changingman」に収録[7]。
- バーバラ・リン - 1995年のアルバム『Until Then I'll Suffer』に収録。
- ビヨンセ - 2008年公開の映画『キャデラック・レコード 音楽でアメリカを変えた人々の物語』でエタ・ジェイムズに扮し、かつ本作品を歌った。
- ベス・ハート&ジョー・ボナマッサ - 2011年のアルバム『Don't Explain』に収録。
- スーザン・テデスキ、ウォーレン・ヘインズ、デレク・トラックス - 2012年にホワイトハウスで行われたイベント「Red, White and Blues」で演奏。